# 性工作者十日談
《性工作者十日談》，是關於香港賣淫業的香港電影，於2007年5月17日公映，2007年3月28日在第三十一屆香港國際電影節上映。
根據《電影檢查條例》，本片列為只准18歲以上人士入場觀看（III）。

## 故事大要
故事主要描述社工 Elsie 在夜總會推廣性工作者權益及考察過程的見聞，她首先認為娼妓是不適當及不合時宜的稱呼，並嘗試組織，使社會對香港性工作有更適切及公平的了解。
在十天的時間內，展示出從前在香港大放異彩的情色事業時至今日已變成明日黃花，亦揭示出性工作者內部之間的矛盾、及態度上的分歧，例如家家厭倦從前在寫字樓當秘書的苦悶、嫌棄當夜總會媽咪需要管理員工以及保持營業額的壓力；Happy 則仍然有所執著及夢想在家鄉建立學校；Nana 及 Aida 則仍然活在虛空之中；故事亦述及性工作者作為弱勢群體孤苦無依的處境，例如 Nana 不敢面對男朋友的親戚家人。
故事亦可讓觀眾看到性工作者的不同面貌，分辨夜總會與一樓一鳳的不同、男妓及包养。

## 主要角色
| 演員   | 角色  | 簡介                                                           |
| ------ | ----- | -------------------------------------------------------------- |
| 朱茵   | 家家  | 夜總會媽咪                                                     |
| 余安安 | Jenny | 夜總會媽咪                                                     |
| 蔣雅文 | Nana  | 現實生活叫JANE，男朋友是ERIC（張穎康飾）                       |
| 董敏莉 | Aida  | Nana之家姐，因染上毒癮被夜總會解僱後，曾分别當上一樓一鳳及企街 |
| 吳日言 | Elsie | 社工，致力爭取性工作者權益。                                   |
| 鄧健泓 | Tony  | 男性性工作者                                                   |
| 李逸朗 | Joey  | 易服性工作者，以到美國做變性手術為希望。                       |
| 陳葦庭 | Happy | 北姑，最後在家鄉成立學校，當上了副校長。                       |
| 湯寶如 |       | 賭船大亨的二姨太，跟家家是朋友。                               |

## 主題音樂
- 〈最後一夜〉　主唱：劉美君

## 相關連結
- 開眼電影網上《性工作者十日談》的資料（繁體中文）
- 香港影庫上《性工作者十日談》的資料（繁體中文）
- 豆瓣电影上《性工作者十日談》的資料 （简体中文）
- 爛番茄上《性工作者十日談》的資料（英文）
- AllMovie上《性工作者十日談》的资料（英文）
- 互联网电影数据库（IMDb）上《性工作者十日談》的资料（英文）